# Nova Topola (Gradiška)
Nova Topola (en serbio: Нова Топола) es una localidad de la municipalidad de Gradiška, Republika Srpska, Bosnia y Herzegovina.
Nació como una colonia de agricultores alemanes de Hanover, Westfalia establecida en 1879. Windhorst era el nombre dado originalmente cuando de hecho debería haber sido Windthorst. Un error de ortografía omitiendo la "t" en los documentos oficiales es la razón.

## Historia
Durante la segunda parte del siglo XIX, el imperio otomano se encontraba en crisis. En 1978, Bosnia y Herzegovina que estuvo bajo su control durante varios siglos, pasó a la administración austrohúngara por el Tratado de Berlín de ese año.
Antes del cambio de la administración, en el año de 1869, monjes trapenses de la región de Eifel de Alemania establecieron el monasterio de Maria-Stern en el valle del río Vrbas. Luego de la ocupación turca, la zona se encontraba casi despoblada. El monasterio, conocido como el primer asentamiento alemán en Bosnia, sirvió como punto focal para los católicos alemanes que migrarían desde Alemania Después del cambio de administración, esos monjes asesoraron a colonos alemanes del noroeste de Alemania que establecieron el primer asentamiento a lo largo de la ruta entre Bosanska Gradiška y Banja Luka. Llamaron al asentamiento Windhorst, en honor al político alemán Ludwig Windthorst.
El asentamiento de Rudolfstal (Bosanski Aleksandrovac) fue también establecido un año después, sobre la misma ruta, con colonos de las áreas alemanas de Silesia, Hanover y Oldenburgo. Ambos asentamientos se produjeron en terrenos privados y con iniciativas privadas.
Catorce familias de colonos fueron las que fundaron el asentamiento en 1879. El año siguiente se le sumaron otras seis. A partir de entonces, hubo un arribo constante de inmigrantes hasta la Primera Guerra Mundial.
Los colonos trajeron métodos de cultivo modernos y tuvieron mucho éxito y prosperidad. En consecuencia, el pueblo creció en tres partes distintas: Unterwindthorst, Mittelwindthorst y Oberwindthorst. Después de una visita a la región de Rudolf, el Príncipe Heredero de Austria, otra colonia hija, llamada Rudolfstal, se estableció en proximidades, en Bosanski Aleksandrovac.
En 1918 Bosnia se convirtió en parte del Reino de los Serbios, Croatas y Eslovenos, deteniéndose la inmigración alemana. El pueblo también fue renombrado entonces como Nova Topola (literalmente "Nuevo Álamo") en referencia a un pueblo cercano llamado Stara Topola ("Viejo Álamo"). Según el censo de 1931, había 1.435 pobladores étnicamente alemanes en Nova Topola
Con la invasión del Eje en 1941 y el consecuente levantamiento comunista en la zona se deterioró. Para el verano de 1942, las condiciones para los alemanes de Bosnia eran desesperadas. Una carta de uno de ellos en agosto hablaba de una grave falta de comida y madera para el próximo invierno.
El 30 de septiembre, se llegó a un acuerdo entre Alemania y Croacia que preveía el reasentamiento en Alemania de los Volksdeutschen (poblaciones étnicamente alemanas) desde áreas específicas del estado croata, generalmente del sur y oeste del río Sava. Esto incluiría a toda Bosnia y la mitad occidental de Croacia. Solo los alemanes bosnios de cuatro pueblos fueron excluidos de la acción de reasentamiento: Nova Topola, Alexandrovac (Rudolfstal), Trošelje y Brčko. Estas comunidades Volksdeutschen al sur del Sava se mantuvieron porque formaron un grupo próximo a Eslavonia y Srem y porque aún podían proporcionar productos agrícolas para el ejército alemán. 
Entonces, Windthorst era el mayor asentamiento alemán en Bosnia. Casi 2.000 Volksdeutsche fueron evacuados a Alemania en 1944 desde Nova Topola y otros 500 desde Rudolfstal, para nunca regresar. 

La aldea fue repoblada después de 1945 con serbios y las autoridades comunistas destruyeron u ocultaron toda evidencia de la historia y el patrimonio alemán en el lugar.

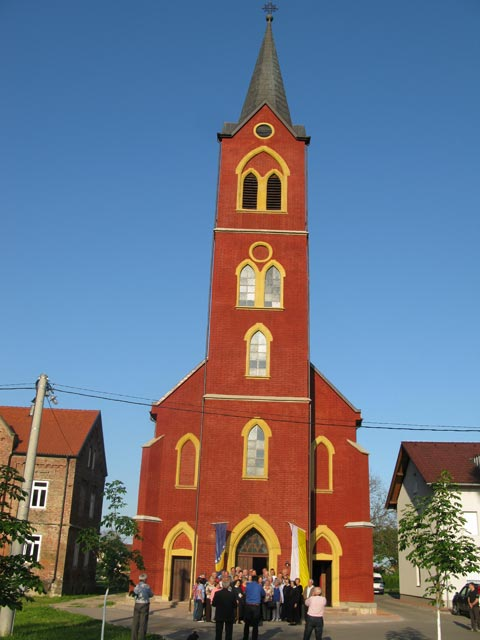
Iglesia católica de San José en Nova Topola, Bosnia y Herzegovina

## Población
| Composición de la Población - Localidad de Nova Topola | Composición de la Población - Localidad de Nova Topola | Composición de la Población - Localidad de Nova Topola | Composición de la Población - Localidad de Nova Topola | Composición de la Población - Localidad de Nova Topola |
| ------------------------------------------------------ | ------------------------------------------------------ | ------------------------------------------------------ | ------------------------------------------------------ | ------------------------------------------------------ |
|                                                        | 2013                                                   | 1991                                                   | 1981                                                   | 1971                                                   |
| Total                                                  | 2.372 (100%)                                           | 2.191 (100%)                                           | 2.070 (100%)                                           | 1.849 (100%)                                           |
| Mujeres                                                | 1.240 (52,28%)                                         | -                                                      | -                                                      | -                                                      |
| Varones                                                | 1.132 (47,72%)                                         | -                                                      | -                                                      | -                                                      |
| Serbios                                                | 2.252 (94,94%)                                         | 1.888 (86,17%)                                         | 1,575 (76,09%)                                         | 1,574 (85,13%)                                         |
| Croatas                                                | 60 (2,53%)                                             | 92 (4,2%)                                              | 102 (4,93%)                                            | 142 (7,68%)                                            |
| Bosniacos                                              | 9 (0,38%)                                              | 11 (0,5%)                                              | 14 (0,67%)                                             | 31 (1,67%)                                             |
| Yugoslavos                                             | 7 (0,3%)                                               | 140 (6,4%)                                             | 314 (15,17%)                                           | 9 (0,49%)                                              |
| Eslovenos                                              | 1 (0,04%)                                              | -                                                      | 7 (0,4%)                                               | 6 (0,32%)                                              |
| Albaneses                                              | -                                                      | -                                                      | 6 (0,29%)                                              | 5 (0,27%)                                              |
| Ukranianos                                             | 14 (0,59%)                                             | -                                                      | -                                                      | -                                                      |
| Montenegrinos                                          | -                                                      | -                                                      | 4 (0,19%)                                              | 17 (0,92%)                                             |
| Macedonios                                             | 1 (0,04%)                                              | -                                                      | -                                                      | 1 (0,05%)                                              |
| Otros                                                  | 9                                                      | 60 (2,74%)                                             | 48 (2,32%)                                             | 64 (3,46%)                                             |
| Sin declarar                                           | 16                                                     | -                                                      | -                                                      | -                                                      |
| Desconocidos                                           | 2 (0,08%)                                              | -                                                      | -                                                      | -                                                      |